# Charles Ferdinand Latrille
Charles Ferdinand Latrille, Conde de Lorencez (París, 23 de mayo de 1814-París, 16 de julio de 1892), fue un militar francés que participó en la segunda intervención francesa en México, liderando al ejército francés en la batalla de Puebla, bajo el emperador de Francia, Napoleón III, en 1862. 
Era nieto de Nicolas Charles Oudinot y pariente de la emperatriz Carlota, la única hija del rey Leopoldo I, rey de los belgas y esposa del emperador Maximiliano I de México.

## Carrera militar
Lorencez había nacido en París de una familia pobre. Entra en la Escuela Militar Especial de Saint-Cyr en 1830 a 1832, graduándose en 1832 como tercer teniente. Sirve primero en Argelia. Obtiene el grado de Coronel en 1852, luego el del General de brigada en 1855, durante la guerra de Crimea, en el momento de la toma de Malakoff. Sirvió en la infantería ligera, entre otros lugares, en Argelia y realizó una carrera de oficial regular. Fue herido, mencionado en varios despachos y se distinguió particularmente en el Asedio de Zaatchi en 1849. A los 35 años fue ascendido a teniente coronel . En 1852, cuando Napoleón III llegó al poder y se proclamó Emperador del Segundo Imperio Francés, recibió el grado de coronel. Durante la mayor parte de su carrera militar, Lorencez siguió siendo un bonapartista acérrimo.

## Participante en la Guerra de Crimea
Se distinguió en la batalla de Malakhov Kurgan, donde comandó una brigada de la 5.ª división del 2.º cuerpo. En 1855 fue ascendido a general de división. Fue observado por Napoleón III, que después de la caída de Sebastopol lo envió de regreso a su tierra natal para recibir tratamiento. De 1855 a 1861 estuvo al mando de las tropas francesas en Francia, heredando las propiedades y títulos de su padre recientemente fallecido.

## Expedición a México
En enero de 1862, Lorencez recibe refuerzos de L'Herillier y Gambier para la expedición de México en donde llega al Puerto de  Veracruz el 5 de marzo y luego es promovido a General de División el 20 del mismo mes.
Deja el cerro del Chiquihuite (en Atoyac, Veracruz) el 19 de abril y entra por la mañana siguiente en Orizaba, después de haber deshecho a unas fuerzas mexicanas en una carga de caballería. El día 23 es reforzado por el general mexicano Gálvez acompañado por una fuerza importante de voluntarios conservadores. Desde el día 27 del mismo mes asume el mando de todas las tropas francesas en México.

### Batalla de Las Cumbres
Derrotando a los liberales mexicanos en el combate llamado batalla de Las Cumbres el 18 de abril de 1862, entra en Amozoc el 4 de mayo y al día siguiente ataca las colinas fortificadas por los fuertes de Guadalupe y Loreto, en las afueras de Puebla. Nunca llegó a tomar las colinas que defendían la ciudad debido a su artillería inadecuada y estrategias deficientes y a la estrategia mejor pensada del General Ignacio Zaragoza. Se ve obligado a replegarse sobre Orizaba.
Días antes logra llegar a las Cumbres de Acultzingo el 16 de abril, combate al Gral. Ignacio Zaragoza el 18 de abril y el día 20 llega a Orizaba en donde se fortifica y decide esperar refuerzos. Se prepara para enfrentar de nuevo a Zaragoza, pero los refuerzos que esperaba del conservador mexicano Leonardo Márquez nunca llegaron, pues había sido derrotado por las tropas republicanas.

### La batalla del 5 de mayo
El 5 de mayo de 1862, Lorencez se presenta al frente de su ejército, ante la ciudad de Puebla, con la intención de tomarla a viva fuerza; previamente, debido a las victorias que había obtenido en otras batallas en Europa, Lorencez, despreciando a su enemigo, mandó un mensaje demasiado arrogante a Napoleón III, en el cual expresaba: "Somos tan superiores a los mexicanos, en organización, en disciplina, raza, moral, espiritú y refinamiento de sensibilidades, que desde este momento, al mando de nuestros 6000 valientes soldados, ya soy el amo de México".
Suponía que le sería muy fácil vencer a las tropas mexicanas y desoyendo los consejos de los conservadores que lo acompañaban, Lorencez atacó prematuramente la ciudad; las tropas mexicanas del Ejército de Oriente, comandadas por el General Ignacio Zaragoza, rechazaron con valentía al ejército francés en tres ocasiones, ayudadas por la inadecuada planeación y ejecución de sus asaltos, sorprendiendo la decisión con que los mexicanos efectuaron sus acciones defensivas; todavía, durante el tercer intento, se desató una tormenta que arruinó la pólvora y la artillería de Lorencez, quien se vio obligado a retirarse, humillado y vencido.
Cuando en Europa se supo de la derrota del considerado invencible ejército francés, originó un gran asombro en las monarquías europeas que no creían la noticia de la derrota, que desde la debacle en Waterloo en 1815 había salido victorioso en las Guerras en Argelia, Crimea y en la toma de la Indochina Francesa (Hoy la República Socialista de Vietnam). Esta derrota en tierras mexicanas, originó mucha incredulidad, dolor, llanto y amargura y más aún cuando se enteraron de que las tropas francesas habían sido masacradas por los indígenas mexicanos (indios zacapoaxtla) a base de cuchillos, machetes (arma no conocida en Europa) y habían despedazados los cuerpos franceses y más cuando hubo el rumor que los indios mexicanos se los habían comido.

## De regreso a Francia y su oposición a Napoleón III
Cuando Napoleón III supo de la derrota de Lorencez en México, montó en cólera, que por cierto originó mucho dolor, histeria y protestas de los intelectuales franceses. Napoleón III envía un nuevo ejército siendo Lorencez sustituido por el mariscal Federico Forey, como respuesta ante la desastrosa pérdida en la batalla de Puebla del cinco de mayo; Lorencez reclama esta decisión, aduciendo su derecho a recuperar su honor y debía ser él quien tenía que derrotar a los mexicanos, pero Napoleón III no le concedió su petición así que deja Veracruz el 17 de diciembre de 1862.
El general Lorencez habría sido hecho senador si no se hubiera opuesto al envío de nuevas tropas a México. Decía, "por experiencia propia", que "no sería tan fácil vencer a la resistencia mexicana como se creía en un principio". Incluso intentó presionar al emperador para que retirara las tropas y continuó prediciendo la salida desastrosa y la derrota para la expedición.[cita requerida]

## El retiro del servicio militar activo
Combate durante la guerra franco-prusiana de 1870, siendo derrotado en la batalla de Sedán; es retirado del servicio activo en 1872, en respuesta a una enfermedad contraída en México (la fiebre amarilla), siendo retirado del servicio dos años después. Años después trabajó en la redacción de una reseña histórica de la expedición francesa en México; se dice que Lorencez nunca se pudo recuperar de la humillación del 5 de mayo y que guardaba resentimiento hacia los mexicanos, pero se dedicaría a narrar su punto de vista de esa batalla en la cual fue rechazado.[cita requerida]